# Heinz Cibulka
Heinz Cibulka (* 16. Jänner 1943 in Wien) ist ein österreichischer Fotograf, Aktions- und Objektkünstler sowie Schriftsteller.

## Leben
Heinz Cibulka wuchs in Wien-Favoriten auf. Er besuchte von 1957 bis 1961 die Graphische Lehr- und Versuchsanstalt in Wien. Ab 1965 beteiligte er sich als „passiver Akteur“ bei Aktionen von Rudolf Schwarzkogler und Hermann Nitsch. Seit den 1970er Jahren ist er als freischaffender Künstler tätig. Er schuf Fotozyklen, „Bildgedichte“ aus jeweils vier Aufnahmen, Objektbilder und später digitale Bildcollagen.
Im Jahr 1982 war er Mitbegründer des Österreichischen Fotoarchivs und 1989 der FLUSS NÖ-Fotoinitiative, der er bis 2000 vorstand. Er dokumentierte  das Orgien-Mysterientheater seines Freundes Hermann Nitsch seit den 1980er-Jahren. Cibulka ist auch Autor lyrischer und konzeptueller Texte. Oft arbeitet er mit anderen Künstlern zusammen. Seit den 1990er Jahren bearbeitet er seine Fotografien auch digital.
Heinz Cibulka lebt und arbeitet in Ladendorf im Weinviertel. Er ist mit der Fotografin Magdalena Frey verheiratet.

## Ausstellungen
- 2012: Im Takt von Hell und Dunkel Museumszentrum Mistelbach

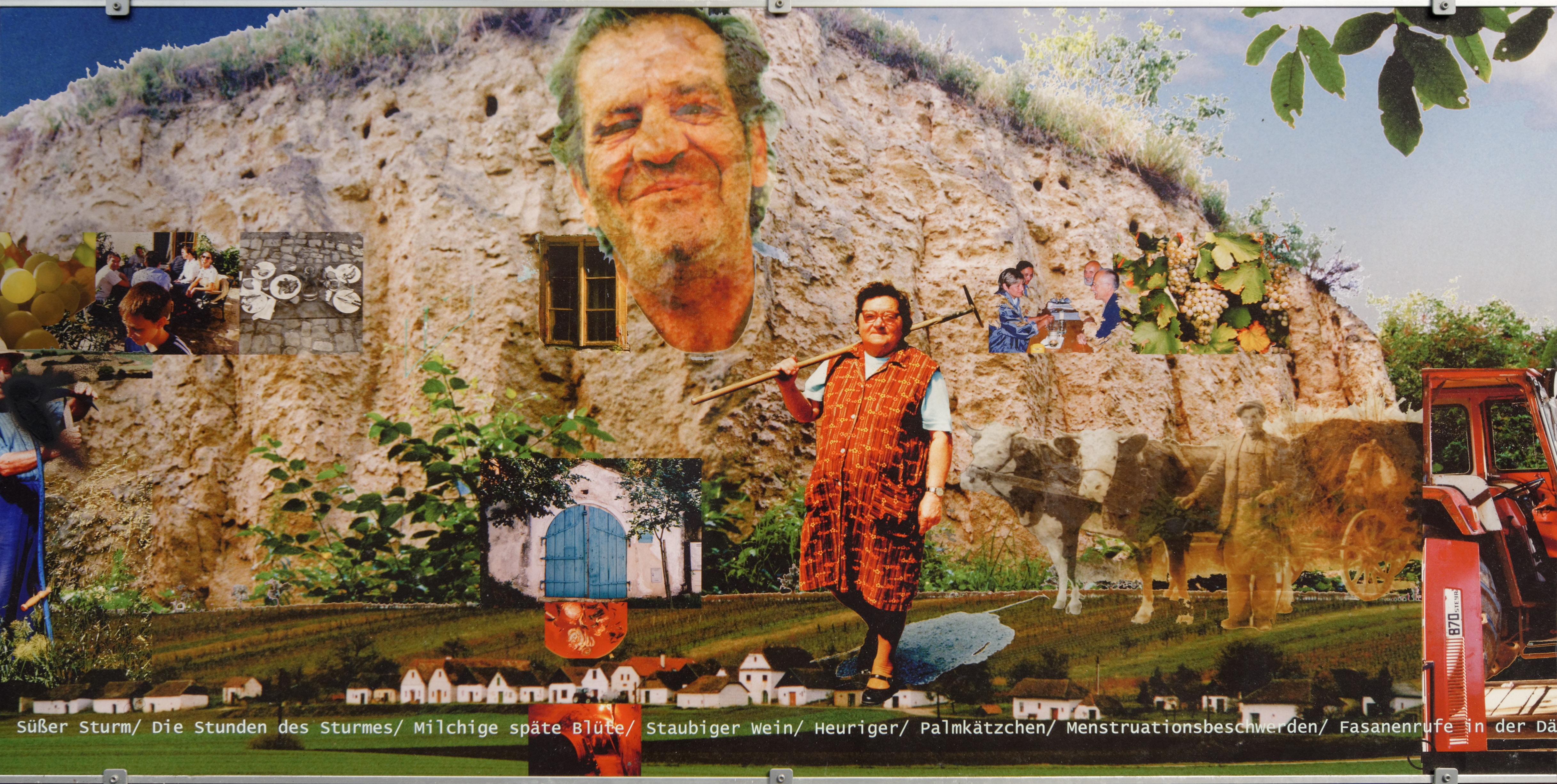
Weinviertelfries in Mistelbach (Ausschnitt)

## Auszeichnungen
- 1989 Rupertinum-Fotopreis

## Veröffentlichungen
- Mein körper bei aktionen von Nitsch und Schwarzkogler. Il mio corpo nelle azioni di Nitsch e Schwarzkogler. 1965–1975. Napoli: Morra, 1977
- mit Wieland Schmied: Im Pechwald. Eine Dokumentation. Ausst.-Kat. daadgalerie (Berlin); Kulturhaus der Stadt Graz; Moderne Galerie und Grafische Sammlung Rupertinum Salzburg, hrsg. vom Berliner Künstlerprogramm des DAAD, Berlin, 1986 (Berlin: Hentrich)
- Fotografische Arbeiten. 1969–1983. [Ausst.-Kat. Museum Moderner Kunst (Wien); Galerie Krinzinger (Innsbruck)], [s. l.], Dezember 1982 (Wien: Kübart)
- Wien. Floridsdorf/Donaustadt. [s. l.], 1988 (Wien: Kübart)
- Frühe Aktionsrelikte, Materialbilder, Malspuren, Objekte, Fotografien, Übermalungen. hrsg. als Ausst.-Kat. von der Galerie Hofstätter (Wien), [s. l.], 2005 (St. Margarethen: Samson)
- Bild Material. Ausst.-Kat. Niederösterreichisches Landesmuseum (Wien); ULUV (Prag); Stadtgalerie Iglau, hrsg. vom Amt der NÖ Landesreg., Abt. III/2, Kulturabt., Wien: Amt der NÖ Landesreg., Abt. III/2, Kulturabt., 1993 (= medium, 19; Kat. des Niederösterreichischen Landesmuseums, Neue Folge, 327)
- Saft aus Sprache. Abschriften – Notenbild-Verbarien – Freie Reihungen – Texturen. 1970–1990. hrsg. und mit einem Nachwort versehen von Michael Ponstingl, St. Pölten: Literaturedition Niederösterreich, 2010
- Analoge / digitale Bildgedichte und Collagen. Salzburg, Fotohof edition, 2017. ISBN 978-3-902993-48-9.